# Mallobathra globulosa
Mallobathra globulosa är en fjärilsart som beskrevs av Edward Meyrick 1914. Mallobathra globulosa ingår i släktet Mallobathra och familjen säckspinnare. Inga underarter finns listade i Catalogue of Life.